# Het Rode Kruis en de Smurfen
Het Rode Kruis en de Smurfen is een stripalbum buiten de reguliere reeks van De Smurfen. Het gaat om een promotiealbum voor het Rode Kruis.
Naast het titelverhaal bevat het album ook de verhalen De Smurf met geheugenverlies, De Potige Smurf en de machines, en Het kasteel met de duizend spiegels.

## De verhalen

### Het Rode Kruis en de Smurfen
De Smurfen racen en er zijn veel toeschouwers, maar die gedragen zich gevaarlijk. Er worden vrijwilligers gevraagd om toezicht te houden tijdens het racen. Ongelukken worden voortaan voorkomen of sneller opgelost. Valsspeelsmurf legt tijdens de race de weg wat om waardoor de andere racers op een verkeerd traject komen. Daarbij stoten ze letterlijk op Gargamel die hierdoor tegen een boom knalt. Het Rode Kruis van de Smurfen maakt geen onderscheid in vriend en vijand en dus helpen ze ook Gargamel. Valsspeelsmurf moet daarbij als straf helpen.

### De Smurf met geheugenverlies
Smulsmurf krijgt een appel op zijn hoofd en verliest zijn geheugen. Hij raakt op de dool en komt zo uit bij Gargamel. Die maakt misbruik van de situatie en vraagt de Smurf hem naar het Smurfendorp te brengen. De andere Smurfen treffen de twee aan en Lolsmurf neemt de plaats van Smulsmurf in. Bij een andere wissel neemt Brilsmurf de plaats over, maar hij wordt herkend. Gargamel grijpt om zich heen om de Smurfen te vangen, maar stoot zijn hoofd tegen een boom en verliest ook zijn geheugen.

### De Potige Smurf en de machines
Knutselsmurf ontwerpt wat machines zodat niet iedereen Potige Smurf nodig heeft om zwaar werk te verrichten. De Smurfen laten hem bovendien geloven dat hij zwak is geworden. Maar de machines gaan kapot en zo wordt Knutselsmurf de onmisbare Smurf. Hij wordt moe en een van z'n machines wordt slecht gerepareerd. Door een ongelukje ontploft zijn werkplaats. Potige Smurf komt hem redden en wordt in ere hersteld.

### Het kasteel met de duizend spiegels
Smurffatje hoort dat er een kasteel met 1000 spiegels bestaat en gaat het zoeken. Hij weet echter niet dat het geen gewoon kasteel is, want al zijn spiegelbeelden komen tot leven en hijzelf begint te vervagen. Grote Smurf weet raad: hij roept alle spiegelbeelden op terug te keren in de spiegels en daarna laat hij ze breken. Smurffatje wordt weer zichzelf.

## Tekenfilmversie
De tekenfilmversie van 'Het kasteel met de duizend spiegels heet Een huis vol spiegels. De verhaallijn is hetzelfde.